# Награда Мали Принц
Награда "Мали Принц" је књижевна награда која се додељује за најбољу дечју књигу у региону, Босни и Хецеговини, Србији, Црној Гори и Хрватској. 

## Историјат
Сваке године за Награду "Мали Принц", најзначајније признање за дечју књигу, конкуришу сви нови наслови који су објављени у предходној години. Селектори из Босне и Херцеговине, Црне Горе, Хрватске и Србије бирају свако по две најбоље књиге из целокупне продукције својих земаља у претходној години. На тај начин осам књига сваке године равноправно учествује у конкуренцији за Награду "Мали принц".
Награда де додељује на завршном фестивалском догађају који носи назив Везени мост који траје од 2004. године. О добитнику награде одлучује и пети члан жирија, представник Друштва пријатеља књиге Мали Принц из Тузле.
Сем Награде "Мали Принц" за најбољу дечју књигу у региону, на фестивалу Везени мост додељује се и Награда Мали Принц за стваралачки допринос развоју дечје књижевности у БиХ.
Награду "Мали Принц" чине:
- бронзана статуа Малог Принца (рад академског вајара Енеса Сивца),
- плакета, и
- новчани износ (који варира у зависности од материјалних услова).

### Начин поглашења најбоље дечје књигу у региону
На завршној вечери фестиавла Везени мост пети члан жирија представник Друштва пријатеља књиге Мали Принц из Тузле, чита свих осам номинованих књига, оцељује шест, поенима од један до шест. Изоставља две које сматра мање вредним у понуђеној конкуренцији. Затим се јављају селектори и саопштавају своје оцене од један до шест - изостављајући књиге које су сами номиновали. Оцене се уписују пред гледалиштем, на посебно припремљеној плочи, на којој су насловне стране свих номинованих књига и имена свих чланова жирија. Сабирањем уписаних поена издваја се књига која добија Награду Мали Принц.

## Добитници награде
Досадашњи добитници Награде "Мали Принц":
- 2004 - Змајеви и вукодлаци - Звонимир Балог (Хрватска)
- 2005 - Дјечје очи - Арсен Дедић (Хрватска)
- 2006 - Дружина Каркаџу - Јово Кнежевић (Црна Гора)
- 2007 - Ово је најстрашнији дан у мом животу - Јасминка Петровић (Србија) и Весели часови - Мирсад Бећирбашић (БиХ)
- 2008 - Мјесец, сан и папирни авиони - Зејћир Хасић (БиХ)
- 2009 - Енциклопедија чудовишта - Станислав Марјановић (Хрватска)
- 2010 - Зелени пас - Нада Михелчић (Хрватска)
- 2011 - Оне мисле да смо мале - Јулијана Матановић (БиХ)
- 2012 - Кућа хиљаду маски - Игор Коларов (Србија)
- 2013 - Успаванка за књигосаура - Јагода Иличић (БиХ)
- 2014 - Тамоиза -  Аднадин Јашаревић (БиХ)
- 2015 - Ципеле на крају света - Дејан Алексић (Србија) и Едбин -  Нада Михелчић (Хрватска)
- 2016 - Лето када сам научила да летим - Јасминка Петровић
- 2017 - Пошаљи ми поруку - Сања Пилић (Хрватска)
- 2018 - Све о Еви - водич за тинејџере - Нена Лончар (Хрватска)
- 2019 - Имаш фејс? - Јасминка Тихи-Степанић (Хрватска)
- 2020 - Змај испод Старога града - Крунослав Микулан (Хрватска) и Драма у подруму госпође Јоје - Дејан Алексић (Србија) и Дјевојчица Тара и чаробно дрво - Жарко Вучинић (Црна Гора)
- 2021 - Загрли Месец - Даница Богојевић (Србија)
- 2022 - Поведи ме за руку, дида - Свен Адам Евиног (Хрватска)